# Fußballclub Basel 1893 2002-2003
Questa voce raccoglie le informazioni riguardanti il Fußballclub Basel 1893 nelle competizioni ufficiali della stagione 2002-2003.

## Stagione
Nella stagione 2002-2003 il Basilea, allenato da Christian Gross, concluse il campionato di Lega Nazionale A al 2º posto. Il Basilea concluse il girone di play-off al 2º posto. In Champions League il Basilea fu eliminato nella seconda fase a gironi.

## Rosa
| N. |                      | Ruolo | Calciatore         |
| -- | -------------------- | ----- | ------------------ |
| 1  | Svizzera (bandiera)  | P     | Pascal Zuberbühler |
| 4  | Svizzera (bandiera)  | D     | Alexandre Quennoz  |
| 5  | Svizzera (bandiera)  | D     | Marco Zwyssig      |
| 6  | Svizzera (bandiera)  | C     | Benjamin Huggel    |
| 7  | Svizzera (bandiera)  | C     | Antonio Esposito   |
| 8  | Spagna (bandiera)    | C     | Carlos Varela      |
| 10 | Svizzera (bandiera)  | C     | Hakan Yakın        |
| 11 | Camerun (bandiera)   | A     | Hervé Tum          |
| 12 | Svizzera (bandiera)  | C     | Sébastien Barberis |
| 13 | Argentina (bandiera) | A     | Christian Giménez  |
| 14 | Svizzera (bandiera)  | C     | Nenad Savić        |
| 15 | Svizzera (bandiera)  | D     | Murat Yakın        |

| N. |                                | Ruolo | Calciatore          |
| -- | ------------------------------ | ----- | ------------------- |
| 16 | Svizzera (bandiera)            | D     | Grégory Duruz       |
| 17 | Svizzera (bandiera)            | C     | Mario Cantaluppi    |
| 18 | Svizzera (bandiera)            | P     | Eric Rapo           |
| 21 | Camerun (bandiera)             | A     | Jean-Michel Tchouga |
| 22 | Serbia e Montenegro (bandiera) | C     | Ivan Ergić          |
| 23 | Svizzera (bandiera)            | D     | Philipp Degen       |
| 24 | Camerun (bandiera)             | D     | Thimothée Atouba    |
| 25 | Svizzera (bandiera)            | P     | Romain Crevoisier   |
| 26 | Australia (bandiera)           | C     | Scott Chipperfield  |
| 28 | Australia (bandiera)           | D     | Ljubo Miličević     |
| 30 | Svizzera (bandiera)            | D     | Boris Smiljanić     |
| 33 | Argentina (bandiera)           | A     | Julio Hernán Rossi  |

## Organigramma societario
Area tecnica
- Allenatore: Christian Gross
- Allenatore in seconda: Fritz Schmid
- Preparatore dei portieri:
- Preparatori atletici: Harry Körner

## Calciomercato

### Sessione estiva
| Acquisti | Acquisti | Acquisti | Acquisti |
| R.       | Nome     | da       | Modalità |
| -------- | -------- | -------- | -------- |

| Cessioni | Cessioni | Cessioni | Cessioni |
| R.       | Nome     | a        | Modalità |
| -------- | -------- | -------- | -------- |

### Sessione invernale
| Acquisti | Acquisti | Acquisti | Acquisti |
| R.       | Nome     | da       | Modalità |
| -------- | -------- | -------- | -------- |

| Cessioni | Cessioni | Cessioni | Cessioni |
| R.       | Nome     | a        | Modalità |
| -------- | -------- | -------- | -------- |

## Risultati

### Lega Nazionale A
| Arbitro: | Busacca |

|  |           |             |
|  | Marcatori | 19’ Giménez |

| Arbitro: | Etter |

|              |           |             |
| Barberis 14’ | Marcatori | 72’ Leandro |

| Arbitro: | Rogalla |

|               |           |                  |
| Chapuisat 47’ | Marcatori | 90’ Chipperfield |

| Arbitro: | Petignat |

|             |           |  |
| Giménez 80’ | Marcatori |  |

| Arbitro: | Busacca |

|              |           |           |
| Barnetta 44’ | Marcatori | 76’ Rossi |

| Arbitro: | Wildhaber |

|                                                       |           |                     |
| Zwyssig 29’ Giménez 45’ Yakın 56’ (rig.) Esposito 90’ | Marcatori | 60’ Frei 78’ Gaspoz |

| Arbitro: | Bertolini |

|  |           |                                     |
|  | Marcatori | 8’ Giménez 18’, 45’ Yakın 31’ Rossi |

| Arbitro: | Beck |

|                       |           |                                        |
| Giménez 36’ Rossi 45’ | Marcatori | 12’ Monteiro 85’ Malacarne 88’ Enrique |

| Arbitro: | Nobs |

|                                     |           |              |
| Rama 32’, 83’ Baumann 64’ Moser 86’ | Marcatori | 50’, 90’ Tum |

| Arbitro: | Leuba |

|                      |           |                                             |
| Barijho 7’ Núñez 34’ | Marcatori | 22’ (rig.) Cantaluppi 45’ Giménez 61’ Yakın |

| Arbitro: | Salm |

|                                                                      |           |                   |
| Giménez 8’, 32’ Cantaluppi 15’ Barberis 50’ Rossi 69’, 71’ Yakın 81’ | Marcatori | 9’ (rig.) Fabinho |

#### ritorno
| Arbitro: | Wildhaber |

|                                        |           |  |
| Giménez 4’, 54’ Barberis 71’ Yakın 90’ | Marcatori |  |

| Arbitro: | Petignat |

|             |           |              |
| Leandro 48’ | Marcatori | 82’ Barberis |

| Arbitro: | Bertolini |

|                     |           |              |
| Giménez 68’ Tum 82’ | Marcatori | 22’ Sermeter |

| Arbitro: | Etter |

|          |           |                   |
| Kebe 80’ | Marcatori | 35’ Tum 59’ Rossi |

| Arbitro: | Nobs |

|                                                   |           |  |
| Rossi 14’, 31’, 80’ Giménez 45’ Tum 84’ Savić 90’ | Marcatori |  |

| Arbitro: | Busacca |

|  |           |           |
|  | Marcatori | 51’ Ergić |

| Arbitro: | Bertolini |

|                                                |           |                                             |
| Ergić 4’, 45’ Rossi 41’, 55’ Keller 76’ (aut.) | Marcatori | 18’ Keller 26’ Jefferson 56’ (aut.) Zwyssig |

| Arbitro: | Rogalla |

|                  |           |                  |
| Brand 33’ (rig.) | Marcatori | 82’ (aut.) Zukic |

| Arbitro: | Beck |

|                                |           |  |
| Yakın 9’ Rossi 51’ Giménez 63’ | Marcatori |  |

| Arbitro: | Meier |

|         |           |                               |
| Tum 71’ | Marcatori | 42’ Rozental 60’ (rig.) Núñez |

| Arbitro: | Nobs |

|                   |           |                                                |
| Romano 40’ (rig.) | Marcatori | 4’ Giménez 30’ Yakın 37’ Barberis 67’ Esposito |

### Play-off

#### andata
| Arbitro: | Leuba |

|                                |           |         |
| Buess 74’ Simo 79’ Mangane 90’ | Marcatori | 10’ Tum |

| Arbitro: | Beck |

|                           |           |  |
| Haas 26’ Yakın 67’ (rig.) | Marcatori |  |

| Arbitro: | Busacca |

|             |           |                                  |
| Baumann 35’ | Marcatori | 22’, 57’ Yakın 26’ Tum 36’ Rossi |

| Arbitro: | Plautz |

|                       |           |                        |
| Giménez 73’ Yakın 83’ | Marcatori | 12’ Cabanas 75’ Petrić |

| Arbitro: | Nobs |

|              |           |                      |
| Guerrero 49’ | Marcatori | 23’ Rossi 87’ Huggel |

| Arbitro: | Wildhaber |

|                           |           |                 |
| Huggel 13’, 59’ Rossi 20’ | Marcatori | 73’ Lustrinelli |

| Arbitro: | Meier |

|                            |           |  |
| Yakın 13’, 30’ (rig.), 38’ | Marcatori |  |

#### ritorno
| Arbitro: | Bertolini |

|                           |           |  |
| Magnin 61’ Vonlanthen 90’ | Marcatori |  |

| Arbitro: | Etter |

|                                                    |           |                                                      |
| Pavlovic 31’ Fabinho 42’ Lustrinelli 48’ Rizzo 74’ | Marcatori | 3’, 25’ Huggel 15’ Barberis 55’ Esposito 64’ Giménez |

| Arbitro: | Beck |

|                                        |           |             |
| Rossi 31’ Chipperfield 44’ Giménez 76’ | Marcatori | 81’ Bastida |

| Arbitro: | Busacca |

|                        |           |                       |
| Petrić 18’ Spycher 58’ | Marcatori | 65’ Yakın 67’ Giménez |

| Arbitro: | Schoch |

|                                                      |           |  |
| Yakın 3’ (rig.) Yakın 58’ Chipperfield 63’ Rossi 66’ | Marcatori |  |

| Arbitro: | Meier |

|  |           |                                      |
|  | Marcatori | 17’ Yakın 21’ Rossi 23’, 55’ Giménez |

| Arbitro: | Nobs |

|                           |           |  |
| Huggel 18’, 37’ Rossi 46’ | Marcatori |  |

### Champions League

#### Fase di qualificazione
| Arbitro: | Duhamel |

|            |           |                  |
| Barčík 29’ | Marcatori | 38’ (aut.) Klago |

| Arbitro: | Čeferin |

|                            |           |  |
| Giménez 12’, 50’ Yakın 23’ | Marcatori |  |

| Arbitro: | González |

|                                 |           |            |
| Larsson 3’ Sutton 52’ Sylla 88’ | Marcatori | 2’ Giménez |

| Arbitro: | Frisk |

|                      |           |  |
| Giménez 9’ Yakın 22’ | Marcatori |  |

#### Prima fase a gironi
| Arbitro: | Larsen |

|                     |           |  |
| Yakın 50’ Rossi 55’ | Marcatori |  |

| Arbitro: | van Egmond |

|           |           |           |
| Baroš 34’ | Marcatori | 42’ Rossi |

| Arbitro: | Bolognino |

|                                                          |           |                     |
| Carew 9’, 13’ Aurélio 18’ Baraja 28’ Aimar 57’ Mista 59’ | Marcatori | 46’ Rossi 90’ Yakın |

| Arbitro: | Fleischer |

|                |           |                       |
| Ergić 33’, 90’ | Marcatori | 36’ Baraja 72’ Torres |

| Arbitro: | Dougal |

|  |           |                       |
|  | Marcatori | 18’ Rossi 89’ Giménez |

| Arbitro: | Colombo |

|                                 |           |                                |
| Rossi 2’ Giménez 22’ Atouba 29’ | Marcatori | 61’ Murphy 64’ Šmicer 85’ Owen |

#### Seconda fase a gironi
| Arbitro: | Ivanov |

|            |           |                                       |
| Giménez 1’ | Marcatori | 62’, 63’ van Nistelrooij 69’ Solskjær |

| Arbitro: | Batista |

|                                                               |           |  |
| Trezeguet 3’ Montero 34’ Tacchinardi 43’ Del Piero 51’ (rig.) | Marcatori |  |

| Arbitro: | Temmink |

|           |           |  |
| Yakın 30’ | Marcatori |  |

| Arbitro: | Bré |

|            |           |  |
| Tristán 4’ | Marcatori |  |

| Arbitro: | Larsen |

|             |           |             |
| Neville 53’ | Marcatori | 14’ Giménez |

| Arbitro: | Stark |

|                            |           |                 |
| Cantaluppi 38’ Giménez 90’ | Marcatori | 10’ Tacchinardi |

## Statistiche

### Statistiche di squadra
| Competizione     | Punti | In casa | In casa | In casa | In casa | In casa | In casa | In trasferta | In trasferta | In trasferta | In trasferta | In trasferta | In trasferta | Totale | Totale | Totale | Totale | Totale | Totale | DR  |
| Competizione     | Punti | G       | V       | N       | P       | Gf      | Gs      | G            | V            | N            | P            | Gf           | Gs           | G      | V      | N      | P      | Gf     | Gs     | DR  |
| ---------------- | ----- | ------- | ------- | ------- | ------- | ------- | ------- | ------------ | ------------ | ------------ | ------------ | ------------ | ------------ | ------ | ------ | ------ | ------ | ------ | ------ | --- |
| Lega Nazionale A | 47    | 11      | 8       | 1       | 2       | 36      | 13      | 11           | 6            | 4            | 1            | 21           | 12           | 22     | 14     | 5      | 3      | 57     | 25     | +32 |
| Play-off         | -     | 7       | 6       | 1       | 0       | 20      | 4       | 7            | 4            | 1            | 2            | 18           | 13           | 14     | 10     | 2      | 2      | 38     | 17     | +21 |
| Champions League | -     | 8       | 5       | 2       | 1       | 16      | 9       | 8            | 1            | 3            | 4            | 8            | 17           | 16     | 6      | 5      | 5      | 24     | 26     | -2  |
| Totale           | 47    | 26      | 19      | 4       | 3       | 72      | 26      | 26           | 11           | 8            | 7            | 47           | 42           | 52     | 30     | 12     | 10     | 119    | 68     | +51 |

### Andamento in campionato
| Giornata  | 1 | 2 | 3 | 4 | 5 | 6 | 7 | 8 | 9 | 10 | 11 | 12 | 13 | 14 | 15 | 16 | 17 | 18 | 19 | 20 | 21 | 22 |
| --------- | - | - | - | - | - | - | - | - | - | -- | -- | -- | -- | -- | -- | -- | -- | -- | -- | -- | -- | -- |
| Luogo     | T | C | T | C | T | C | T | C | T | T  | C  | C  | T  | C  | T  | C  | T  | C  | T  | C  | C  | T  |
| Risultato | V | N | N | V | N | V | V | P | P | V  | V  | V  | N  | V  | V  | V  | V  | V  | N  | V  | P  | V  |
| Posizione | 5 | 4 | 5 | 3 | 4 | 3 | 2 | 2 | 2 | 2  | 2  | 2  | 2  | 2  | 2  | 2  | 2  | 2  | 2  | 2  | 2  | 2  |

Legenda:

Luogo: C = Casa; T = Trasferta. Risultato: V = Vittoria; N = Pareggio; P = Sconfitta.

### Statistiche dei giocatori
| Giocatore        | Lega Nazionale A | Lega Nazionale A | Lega Nazionale A | Lega Nazionale A | Champions League | Champions League | Champions League | Champions League | Totale   | Totale | Totale      | Totale     |
| Giocatore        | Presenze         | Reti             | Ammonizioni      | Espulsioni       | Presenze         | Reti             | Ammonizioni      | Espulsioni       | Presenze | Reti   | Ammonizioni | Espulsioni |
| ---------------- | ---------------- | ---------------- | ---------------- | ---------------- | ---------------- | ---------------- | ---------------- | ---------------- | -------- | ------ | ----------- | ---------- |
| T. Atouba        | 14               | 0                | 1                | 0                | 11               | 1                | 1                | 0                | 25       | 1      | 2           | 0          |
| S. Barberis      | 19               | 5                | 1                | 0                | 14               | 0                | 0                | 0                | 33       | 5      | 1           | 0          |
| M. Cantaluppi    | 17               | 2                | 8                | 0                | 15               | 1                | 2                | 0                | 32       | 3      | 10          | 0          |
| S. Chipperfield  | 8                | 1                | 1                | 0                | 7                | 0                | 1                | 0                | 15       | 1      | 2           | 0          |
| P. Cravero       | 3                | 0                | 1                | 0                | 0                | 0                | 0                | 0                | 3        | 0      | 1           | 0          |
| R. Crevoisier    | 0                | 0                | 0                | 0                | 0                | 0                | 0                | 0                | 0        | 0      | 0           | 0          |
| P. Degen         | 13               | 0                | 0                | 0                | 1                | 0                | 0                | 0                | 14       | 0      | 0           | 0          |
| G. Duruz         | 14               | 0                | 2                | 0                | 11               | 0                | 1                | 0                | 25       | 0      | 3           | 0          |
| I. Ergić         | 13               | 3                | 1                | 0                | 9                | 2                | 0                | 0                | 22       | 5      | 1           | 0          |
| A. Esposito      | 16               | 2                | 6                | 0                | 10               | 0                | 4                | 0                | 26       | 2      | 10          | 0          |
| C. Giménez       | 20               | 14               | 1                | 0                | 15               | 9                | 1                | 0                | 35       | 23     | 2           | 0          |
| B. Haas          | 10               | 0                | 1                | 0                | 11               | 0                | 2                | 0                | 21       | 0      | 3           | 0          |
| B. Huggel        | 3                | 0                | 0                | 0                | 4                | 0                | 0                | 0                | 7        | 0      | 0           | 0          |
| G. Koumantarakis | 11               | 0                | 1                | 0                | 3                | 0                | 0                | 0                | 14       | 0      | 1           | 0          |
| L. Miličević     | 0                | 0                | 0                | 0                | 0                | 0                | 0                | 0                | 0        | 0      | 0           | 0          |
| A. Quennoz       | 11               | 0                | 0                | 1                | 8                | 0                | 0                | 0                | 19       | 0      | 0           | 1          |
| E. Rapo          | 1                | 0                | 0                | 0                | 0                | 0                | 0                | 0                | 1        | 0      | 0           | 0          |
| J. Rossi         | 19               | 12               | 3                | 0                | 16               | 5                | 1                | 0                | 35       | 17     | 4           | 0          |
| N. Savić         | 8                | 1                | 0                | 0                | 1                | 0                | 0                | 0                | 9        | 1      | 0           | 0          |
| B. Smiljanić     | 11               | 0                | 2                | 0                | 0                | 0                | 0                | 0                | 11       | 0      | 2           | 0          |
| M. Streller      | 2                | 0                | 0                | 0                | 0                | 0                | 0                | 0                | 2        | 0      | 0           | 0          |
| J. Tchouga       | 0                | 0                | 0                | 0                | 0                | 0                | 0                | 0                | 0        | 0      | 0           | 0          |
| H. Tum           | 20               | 6                | 1                | 0                | 14               | 0                | 0                | 0                | 34       | 6      | 1           | 0          |
| C. Varela        | 15               | 0                | 4                | 0                | 10               | 0                | 4                | 0                | 25       | 0      | 8           | 0          |
| H. Yakın         | 16               | 5                | 1                | 0                | 16               | 3                | 2                | 0                | 32       | 8      | 3           | 0          |
| M. Yakın         | 16               | 3                | 3                | 1                | 14               | 2                | 0                | 0                | 30       | 5      | 3           | 1          |
| P. Zuberbühler   | 21               | 0                | 1                | 0                | 16               | 0                | 0                | 0                | 37       | 0      | 1           | 0          |
| M. Zwyssig       | 16               | 1                | 1                | 0                | 12               | 0                | 1                | 0                | 28       | 1      | 2           | 0          |